# Night Trap
Night Trap (En Español: Trampa Nocturna) es un videojuego de terror del subgénero de Horror de supervivencia en formato de película interactiva que fue lanzado en Norteamérica el 15 de octubre de 1992 para la consola Sega CD.
En Night Trap, el jugador toma el rol de un agente especial encargado de proteger a unas adolescentes que hacen una fiesta de pijamas en una casa, sin saber que, está repleta de peligros. El jugador mira videos en directo de lo que está pasando en la casa y puede activar trampas para capturar aquellos que amenazan a las chicas. El jugador puede ir cambiando de cámara para seguir a las chicas y escuchar sus conversaciones en busca de pistas..
Fue filmado en Culver City, CA durante un período de tres semanas en 1987 y fue desarrollado originalmente para el sistema de videojuegos NEMO de Hasbro, que utiliza cintas de VHS en lugar de cartuchos ROM. Sin embargo, cuando Hasbro canceló la producción de NEMO, el material fue archivado hasta que fue comprado en 1991 por los fundadores de Digital Pictures. Night Trap fue portado a la Sega CD y más tarde a la 32X, la 3DO Interactive Multiplayer, y a computadoras con vídeo de mayor calidad. En total, el juego habría costado EE. UU. $1.5 millones para producir. El juego utiliza escenas de vídeo en su totalidad y es notorio por la controversia que generó en 1993, que llegó a ser debatida en el Senado de EE.UU y se saldó con la retirada del juego del mercado y la creación de la ESRB.  Se le dio a Night Trap un certificado de 15 por el Consejo Británico de Clasificación Cinematográfica..

## Historia
Un grupo de mujeres jóvenes se quedan en la casa del señor y la señora Martin para pasar la noche. La familia Martin parece una familia estadounidense normal; Sin embargo, cosas extrañas han estado ocurriendo en esta casa. Cinco chicas que anteriormente se quedaron allí habían desaparecido, por lo que el "Sega Control Attack Team" (se cambió "Sega" por "Especial" una vez que el juego fue portado a otras consolas) es llamado a proteger a los clientes nuevos y averiguar lo que pasó. Cuando unas chicas llegan para celebrar una fiesta de pijamas (una de los cuales es la agente encubierta de SCAT Kelli Medd, interpretada por Dana Plato), las hordas vampíricas comienzan a invadir la casa de la familia Martin. Más tarde, cerca del final del juego (si el jugador logra capturar todos los vampiros y salvar a todas las víctimas inocentes), Kelli se entera de que la propia familia Martin son los vampiros.

## Jugabilidad
Conocidos como "control", hay diferentes puntos de vista de los eventos a través de cámaras ocultas escondidas en ocho lugares diferentes, que se pueden ver de una en una. A medida que los monstruos se meten en la casa, el jugador tiene que detectarlos y utilizar trampas para capturarlos. En la parte inferior de una pantalla hay un medidor pequeño; cuando este medidor se llena, es señal para el jugador de que puede activar una trampa en la sala que se está viendo (por ejemplo una estantería giratoria o una baldosa falsa en el suelo) y capturar a uno de los monstruos.
El jugador también debe tener el código de acceso de seguridad de color correcto seleccionado en la pantalla para que las trampas funcionen. El código se cambió cuatro veces durante el transcurso del juego, y mantenerse al día con el código exacto requiere escuchar las conversaciones clave. En última instancia, la complejidad requiere repetidos intentos para obtener el conocimiento completo de la historia y capturar todos los enemigos posible. El tiempo siempre se mueve hacia adelante, no se puede rebobinar, y si demasiados vampiros se pierden, el juego termina. El juego también se cancelará si ciertos personajes son eliminados o si los anfitriones de la fiesta de pijamas desconectan el acceso del jugador a las trampas. 
El juego es un ejemplo del género Tramp'm, que también incluye juegos como Alien Heiankyo, Space Panic y Lode Runner. 

## Personal
Productor ejecutivo: Tom Zito
Director: James Riley
Productores: Ric LaCivita, Kevin Welsh
Director de Fotografía: Don Burgess
Concepto original: James Riley, Rob Fulop
Guion: Terry McDonell
Programación de Computadoras (Sega CD): Gene Kusmiak

## Reparto
Dana Plato como Kelli 
J. Bill Jones como Simms 
Deke Anderson como Jason 
William Bertrand como Eddie 
Arthur Burghardt como Collins 
Suzy Costa como Sarah Martin 
Roy Eisenstein como Jim 
Christy Ford como Megan 
Blake Gibbons como Mike 
Joshua Godard como Danny 
Andras Jones como Jeff Martin 
Jon R. Kamel como Victor Martin 
Giovanni Lemm como Tony 
Tracy Matheson como Cindy 
Debra Parques como Lisa 
Allison Rhea como Ashley 
Molly Starr como Sheila Martin 
Heidi Von Brecht como Swanson 

## Diferencias de plataforma
Todas las referencias y descripciones de productos relacionados Sega fueron eliminados de la versión 3DO y PC. Con el fin de hacer esto, la introducción y algunos de los otros videos fueron sustituidos por el metraje original hecho para el lanzamiento programado originalmente del juego en la consola de videojuegos Hasbro NEMO cancelado. 
Versiones en libertad después de la versión de Mega-CD difieren ligeramente en la presentación. Las versiones posteriores utilizan un hardware más avanzado, lo que permite el video en Night Trap para jugar en un cuadro de casi el doble de las dimensiones de la de edición de Mega-CD y tienen una resolución más alta. Asimismo, un mapa en la pantalla con cada código de colores habitación aparece en la parte inferior de la pantalla del jugador en todo momento en la versión 3DO. La versión para PC incluye una función de ahorro, de la que el jugador puede acceder a un nuevo menú de pausa con un gran mapa de la casa. Esta versión también incluye Dangerous Games, un breve documental sobre el juego y la controversia que lo rodeaba. 

## Imágenes NEMO
Las imágenes del NEMO basado en VHS nunca lanzado puede ser visto en la versión de Mega-CD de Night Trap introduciendo un código de botón cuando los créditos leen "En memoria de Stephen D. Hassenfield". Esta película muestra los ejecutivos de Hasbro de tomar una mirar a la escena del crimen (el prototipo de Night Trap) en diciembre de 1987. 

## Controversia
Night Trap fue citado en la década de 1990 las audiencias del Congreso en relación con los videojuegos violentos. Night Trap, Mortal Kombat, Lethal Enforcers y Doom son considerados como factores principales en la que lleva al desarrollo del sistema de clasificación ESRB en la industria de los videojuegos. 
El 16 de diciembre de 1993, la versión en CD de SEGA of Night Trap fue retirado de las tiendas de Toys Us y FAO Schwarz localidades en los Estados Unidos en respuesta directa a un 9 de diciembre de "R", de 1993, audiencia conjunta del Comité Judicial y Asuntos Gubernamentales del Senado sobre violencia en los videojuegos. las audiencias fueron cubiertos en gran medida por los medios de comunicación y fueron presididas por los senadores Joseph Lieberman (Connecticut) y Herbert H. Kohl (Wisconsin), durante el cual Night Trap fue citado como "vergonzosa", "ultra-violenta "," enfermo ", y" repugnante ", animando a un" esfuerzo para atrapar y matar a la mujer. "Contrariamente a tales reclamos, los jugadores no están atrapando o matando a las mujeres, sino salvando de cualquier daño. 
Las audiencias del Congreso fueron cubiertas en los principales periódicos, como los EE. UU. Hoy en día, The Washington Post y The New York Times. En particular, un juego sobre la escena en la que el personaje de Lisa lleva un camisón mientras capturada por Sinfines intentar drenar su sangre era encontrado que es muy ofensivo. En defensa del juego, Tom Zito (Presidente y CEO de Digital Pictures) intentó explicar el contexto de la escena camisón durante una sesión de audiencia, pero él dice que fue silenciado. En el corto documental Dangerous Games (incluido con la versión para PC), los productores y algunos miembros del reparto explican que la trama del juego era, de hecho, evitar la captura y asesinato de mujeres. Además, el dispositivo de drenaje de sangre estaba destinado a parecer muy poco realista y que, por tanto, mitigar la violencia. A pesar de las escenas en las que las chicas se agarraron o tirados por los enemigos, hay desnudos o actos extremos de violencia fueron jamás filmados o incorporados en el juego. 
Además, el arte de la caja Night Trap fue criticada por los grupos de interés para lo que muchos creen para ser una representación sexista (ver arriba). En 1994, después de la controversia se calmó, el juego fue portado a la Sega 32X y 3DO, y para PC y Mac en 1995. Cada una de estas versiones fue puesto en libertad con una portada diferente, pero todas ellas incorporan las fotos reales de Dana Plato, diferenciándose así de la versión en CD de Sega, que es puramente ilustración.

## Recepción
Debido a la controversia sobre el juego, Night Trap sólo vende a través de una tirada inicial, pero aun así se consideró un éxito financiero, siendo un éxito de ventas en el Reino Unido. Hoy en día, muchos Considera que el juego sea un clásico del género de los juegos FMV. La calidad del juego, sin embargo, fue criticado por su único desarrollo de los acontecimientos, lo que llevó a un juego rancio después de sólo tantas obras de teatro. Avanzando en el juego a menudo significaba perderse en numerosas escenas, centrándose en otras habitaciones para capturar transmisiones de barrena.
El juego fue revisado en 1993 en Dragon # 195 por Hartley, Patricia, y Kirk Menor en "El papel de los equipos" de la columna. Los revisores dieron el juego 4 estrellas de 5. Por el contrario, Night Trap fue clasificada como la 12 ª "Peor videojuego de todos los tiempos", en un artículo de Electronic Gaming Monthly por el editor Seanbaby. Él y otros periodistas de juego también aparece el juego en un episodio 2007 de la serie web de comedia, los pixeles quebrados. Yahoo! Juegos enumeran como uno de los diez mejores juegos controvertidos de todos los tiempos. Game Informer aparece el juego entre los peores juegos de terror de todos los tiempos en 2008.
Night Trap apareció en 2 tops de WatchMojo.com. Quedó en el décimo puesto en el top 10 peores títulos de lanzamiento de videojuegos de 2011. En 2014, quedaría de primer lugar en el top 10 canciones más cursis de los videojuegos.

## Relanzamiento
En 2014, se inició un campaña Kickstarter para el relanzamiento de Night Trap, tuvo muy pocos aportadores y fracaso por falta de fondos, más tarde Screaming Villains se propuso en desarrollar la versión del 25 aniversario.